# Xã Oregon, Quận Washington, Iowa
Xã Oregon (tiếng Anh: Oregon Township) là một xã thuộc quận Washington, tiểu bang Iowa, Hoa Kỳ. Năm 2010, dân số của xã này là 956 người.